# September 5
September 5 es una película de drama histórico de 2024 coescrita y dirigida por Tim Fehlbaum y protagonizada por Peter Sarsgaard, John Magaro, Ben Chaplin y Leonie Benesch. La película narra la Masacre de Múnich desde la perspectiva del equipo de ABC Sports y su cobertura de los acontecimientos.
La película tuvo su estreno mundial en el 81.º Festival Internacional de Cine de Venecia el 29 de agosto de 2024, y fue estrenada en cines selectos en los Estados Unidos por Paramount Pictures y Republic Pictures el 13 de diciembre de 2024, antes de expandirse ampliamente el 17 de enero de 2025.

## Sinopsis
Durante los Juegos Olímpicos de Múnich de 1972, el equipo de periodistas deportivos estadounidenses de la ABC que cubrían los juegos se vieron de repente obligados a cubrir la crisis de los rehenes de los atletas israelíes secuestrados por un grupo terrorista.

## Reparto
- Peter Sarsgaard como Roone Arledge
- John Magaro como Geoffrey Mason
- Ben Chaplin como Marvin Bader
- Leonie Benesch como Marianne Gebhardt
- Zinedine Soualem como Jacques Lesgards
- Georgina Rich como Gladys Deist
- Corey Johnson como Hank Hanson
- Marcus Rutherford como Carter Jeffrey
- Daniel Adeosun como Gary Slaughter
- Benjamin Walker como Peter Jennings
- Rony Herman como David Mark Berger

## Estreno
La película se estrenó el 29 de agosto de 2024, como película de apertura del 81.° Festival Internacional de Cine de Venecia en la sección Orizzonti Extra. Unos días antes de ser anunciada como parte de la programación de Venecia, Republic Pictures de Paramount Pictures adquirió los derechos de ventas mundiales de la película fuera de Alemania, Austria y Suiza. Tras una respuesta abrumadoramente positiva en Venecia y Telluride, Paramount decidió que era mejor quedarse con la película y el estudio principal optó por adquirir oficialmente los derechos de distribución. Scott Feinberg de The Hollywood Reporter especuló que el Festival Internacional de Cine de Toronto rechazó la película "aparentemente porque podría generar controversia relacionada con el conflicto israelí-palestino", a pesar de proyectar el documental Russians at War, cuya representación de la invasión rusa de Ucrania "resultó en protestas de tal escala que el festival terminó retirando la película".
Originalmente, Paramount había programado un estreno generalizado para el 27 de noviembre de 2024, pero luego optó por un estreno limitado en cines el 29 de noviembre, expandiendola al resto del país dos semanas después, el 13 de diciembre. Se trasladó nuevamente a un estreno limitado el 13 de diciembre de 2024, antes de expandirse ampliamente el 17 de enero de 2025.